# トール・アウリン
トール・アウリン（Tor Aulin, 1866年9月10日 – 1914年3月1日）はスウェーデンのヴァイオリニスト・指揮者・作曲家。

## 経歴
1877年から1883年まで王立ストックホルム音楽大学に学んだ後、1884年にベルリンに留学してエミール・ソーレとフィリップ・シャルヴェンカに師事。1889年から1892年まで王立スウェーデン歌劇場管弦楽団にてコンサートマスターに就任。その後はストックホルムやイェーテボリの交響楽団で指揮者を務めた。1887年にはアウリン四重奏団を結成し、ヴィルヘルム・ステーンハンマルとも室内楽の演奏で共演を重ねるなどして、この上ない名声を勝ち得るも、1912年に解散した。

## 作曲作品
数々の管弦楽曲や室内楽を遺しており、ヴァイオリン・ソナタや3つのヴァイオリン協奏曲、管弦楽組曲やヴァイオリンのための多くの小品がある。

## 家族・親族
- 姉：ラウラ・ヴァルボリ・アウリン（1860年 - 1928年）もピアニスト、作曲家であり、2つの弦楽四重奏曲などの作品を遺している。

## その他特記事項
スウェーデンの首都ストックホルムに所在するストックホルム・コンサートホール内には、アウリンの名を冠した小ホール「THE AULIN AUDITORIUM」が収容されている。1994年にこの小ホールが改修されてリニューアルオープンするに至った際に、現行の名称が付与された。収容能力は154名で、演奏会はもちろんのこと、講演会やセミナー用途にも使用されている《リニューアルされる前（1993年以前）は「Attik auditorium」という名称で知られ、主にリハーサル用途で使用されていた》。